# Oulianovo
Oulianovo (en russe : Улья́ново) est un village de Russie situé dans le raïon (arrondissement) de Loukoïanov de l'oblast de Nijni Novgorod. Il fait partie de la municipalité de la ville de Loukoïanov. Il se trouve sur la rive droite de la rivière Tiocha.

## Infrastructures
Le village dispose d'un bureau de la Poste de Russie (index 607811) et d'une école moyenne (primaire et premières classes du secondaire). Son église, dédiée à l'Intercession de la Vierge, a été restaurée et rouverte au culte dans les années 2000. Elle dépend de l'éparchie de Lyskovo.

## Population
- 2010: 953 habitants
- 2013: 950 habitants
- 2016: 955 habitants
- 2019: 923 habitants
- 2021: 883 habitants